# 豊田鉄工

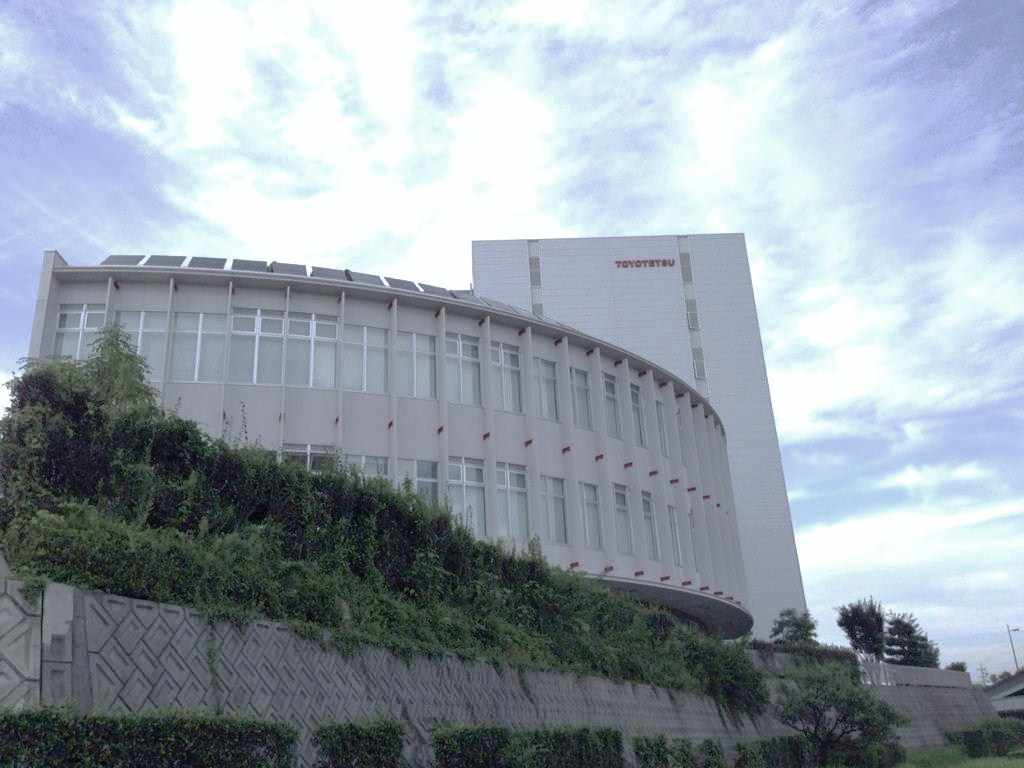
本社 厚生棟

豊田鉃工株式会社（とよだてっこう、英: TOYODA IRON WORKS CO.,LTD.）は、愛知県豊田市に本社を置くの自動車部品メーカーである。

## 概要
トヨタ自動車系の大手プレス部品メーカー。豊田合成や1987年までの豊田通商と同様に、社名の読みが「とよだ」である。
顧客はトヨタ自動車に限らず、本田技研工業や日産自動車などの自動車メーカーにも製品を提供している。主要製品は、車体部品(ピラー、バンパー等)や機能部品(ブレーキペダルシステム等)、また内装用の樹脂部品やハイブリッド車用の電子部品も手掛ける。
近年はグローバル展開に力を入れており、世界4極体制（日本・北米・欧州・アジア）を確立。
通称「トヨテツ」、英語表記「TOYOTETSU」。

## 沿革
- 1946年（昭和21年）2月 - 「挙母鐵工株式会社」として設立。
- 1959年（昭和34年）11月 - 「豊田鉄工株式会社」に商号を変更。
- 1963年（昭和38年）10月 - 広久手工場操業開始。
- 1968年（昭和43年）5月 - 豊生ブレーキ工業株式会社設立（トヨタ自動車工業、アイシン精機、曙ブレーキ工業と共同出資）。ブレーキ部門を移管。
- 1970年（昭和45年）3月 - 細谷工場（現本社工場）操業開始。
- 1974年（昭和49年）3月 - 子会社豊鉄不動産株式会社（現ティエスサービス株式会社）を設立。
- 1985年（昭和60年）10月 - 篠原工場操業開始　R＆Dセンター完成。
- 1991年（平成3年）2月 - 額田工場操業開始。
- 1995年（平成7年）6月 - インドネシアに合弁会社NTC社設立。
- 1995年（平成7年）10月 - 北米に子会社TTAI社設立。
- 1995年（平成10年）11月 - インドに合弁会社STTI社設立。
- 1998年（平成11年）11月 - 福岡県に合弁会社トヨテツ九州株式会社設立。
- 2000年（平成12年）4月 - 株式会社井商を子会社化。
- 2001年（平成13年）4月 - トルコに子会社TTTI社設立。
- 2001年（平成13年）6月 - 北米に第2の子会社TTMA社設立。
- 2003年（平成15年）4月 - 中国に子会社TTAP社設立。
- 2004年（平成16年）8月 - 中国に第2の子会社GTAP社を設立。
- 2004年（平成16年）11月 - 北米に第3の子会社TTTX社を設立。
- 2004年（平成16年）12月 - 福岡県に子会社トヨテツ福岡株式会社を設立。
- 2006年（平成18年）2月 - カナダに子会社TTCA社を設立。
- 2009年（平成21年）1月 - インドに第2子会社TTID社を設立。
- 2009年（平成21年）5月 - テクノエイト株式会社を子会社化。
- 2010年（平成22年）9月 - 宮城県に子会社トヨテツ東北株式会社を設立。
- 2012年（平成24年）5月 - インドネシアに金型製造子会社NTTE社を設立。
- 2013年（平成25年）6月 - タイに子会社TTTH社を設立。
- 2014年（平成26年）4月 - 米国に合弁会社FTIC社設立。

## 主な製品
- ボデー部品
- 内装部品
- シャシー部品
- その他部品など

## 事業所
- 本社・本社工場（愛知県豊田市）
- 広久手工場（愛知県豊田市）
- 篠原工場（愛知県豊田市）
- 額田工場（愛知県岡崎市）

## 関連会社
- アメリカ
  - TOYOTETSU AMERICA, INC. (TTAI) -ケンタッキー州
  - TOYOTETSU MID AMERICA, LLC (TTMA) -ケンタッキー州
  - TOYOTETSU TEXAS, INC. (TTTX) -テキサス州
  - FUKAI TOYOTETSU INDIANA CO.,LTD. (FTIC) -インディアナ州
- カナダ
  - TOYOTETSU CANADA, INC. (TTCA) -オンタリオ州
- 中国
  - TIANJIN TOYOTETSU AUTOMOBILE PARTS CO.,LTD. (TTAP) -天津市
  - GUANGZHOU TOYOTETSU AUTOMOBILE PARTS CO.,LTD. (GTAP) -広州市
- インド
  - TOYOTETSU INDIA AUTO PARTS PVT. LTD. (TTID) -カルナータカ州
  - STANZEN TOYOTETSU INDIA PVT. LTD. (STTI) -カルナータカ州
- インドネシア
  - PT. NUSA TOYOTETSU (NTC) -西ジャワ州
  - PT. NUSA TOYOTETSU ENGINEERING (NTTE) -西ジャワ州
- トルコ
  - TOYOTETSU OTOMOTIV PARCALARI SANAYI VE TICARET A.S. (TTTI) -コジャエリ県
- タイ
  - TOYOTETSU (THAILAND) CO.,LTD. (TTTH) -プラチンブリ県
- フィリピン
  - TECHNOL EIGHT PHILIPPINES CO.,LTD. (TEP) -ラグナ州